# Paul Beatty
Paul Beatty (Los Angeles, 9 de junho de 1962) é um escritor estadunidense e professor de redação na Universidade Columbia. Em 2016, se tornou o primeiro norte-americano a ser premiado com o Prêmio Man Booker pela sátira O vendido. 

## Carreira
Em 1990, Beatty foi o primeiro campeão do torneio de slam do Nuyorican Poets Café, em Manhattan. Com o prêmio, assinou contrato com uma editora para a publicação de um livro, o que originou seu primeiro título de poesia Big Bank Take Little Bank (1991). Nos anos seguintes, Beatty também teve publicado o livro de poesia Joker, Joker, Deuce (1994) e os romances The White Boy Shuffle (1996) e Tuff (2000).
Em 2006, Beatty organizou uma antologia do humor afro-descendente norte-americano chamada Hokum (2006). Dois anos depois, teve lançado seu romance Slumberland (2008). Em 2015, publica a sátira O vendido. O livro conta a história de um fazendeiro urbano que recria a política de segregação racial dos Estados Unidos em um bairro fictício de Los Angeles. A obra foi premiada como o Man Booker Prize, em 2016. 

## Obra em português
- O vendido (2017). Brasil: Todavia, ISBN 9788593828027 (Tradução: Rogério Galindo)
- Slumberland: a batida perfeita (2019). Brasil: Todavia (Tradução: Rogério Galindo)

## Prêmios
- 2016 Prêmio do Núcleo Nacional de Críticos por O vendido [8]
- 2016 Prêmio Man Booker por O vendido
- 2017 Prêmio Internacional de Literatura de Dublin por O vendido